# Malolwane
Malolwane è un villaggio del Botswana situato nel distretto di Kgatleng, sottodistretto di Kgatleng. Il villaggio, secondo il censimento del 2011, conta 2.406 abitanti.

## Località
Nel territorio del villaggio sono presenti le seguenti 16 località:
- Borakalalo di 53 abitanti,
- Diile di 32 abitanti,
- Dikgokonnye di 44 abitanti,
- Ditlhokwe di 36 abitanti,
- Ditshetswana di 14 abitanti,
- Katane di 22 abitanti,
- Keatlhalatsa di 15 abitanti,
- Matswelenyane di 1 abitante,
- Mmamotsatsing di 21 abitanti,
- Morulaoesi di 31 abitanti,
- Moshibidu di 14 abitanti,
- Nkowe di 37 abitanti,
- Ramonnye di 11 abitanti,
- Sekgwasabokaa di 14 abitanti,
- Sekotlo/Maoka di 62 abitanti,
- Tlhapadiatla di 33 abitanti